# Yahya ibn Asad
Pour les articles homonymes, voir Asad et Yahya.
Yahya (mort en 855) est un gouverneur samanide du Shash (819-855) et de Samarkand (851/852-855). Il était le fils d'Asad.
En 819 Nuh se voit confier la direction de la ville de Shash par le gouverneur du Khorassan du Calife Al-Ma'mun, Ghassan ibn 'Abbad, en récompense pour son soutien contre le rebelle Rafi' ibn Laith. À la suite de la mort de son frère Nuh, qui gouvernait Samarcande, Yahya et un autre de ses frères Ahmad se voient confier la direction de la ville par Abdallah, le gouverneur du Khorassan. Le pouvoir de Yahya sur la ville a été par la suite significativement réduit par Ahmad, et on suppose qu'il gouverna de manière symbolique jusqu'à sa mort en 855. La lignée de Yahya a été alors supplanté par celui d'Ahmad.